# Гаєвський Іван Тимофійович
Гаєвський Іван Тимофійович (* 14 листопада 1870 — † 17 листопада 1921, Малі Міньки) — полковник Армії УНР.

## Життєпис
Закінчив Київське реальне училище, Київське піхотне училище (1891), вийшов підпоручиком до 75-го піхотного Севастопольського полку.
З 7 травня 1903 року — капітан з переведенням до 6-го Східно-Сибірського стрілецького полку (укріплення Новокиївське, Далекий Схід), у складі якого брав участь у Російсько-японській війні та Першій світовій війнах.
З 15 січня 1917 року — командир 65-го Сибірського стрілецького полку. З 10 червня 1917 року — полковник.
Восени 1917 року сприяв українізації деяких частин російської армії, зокрема полку ім. Костя Гордієнка.
Станом на 5 лютого 1919 року — тимчасовий начальник канцелярії Наказного Отамана УНР.
У 1919 році — комендант Могилева-Подільського.
Потрапив у полон до білих. Згодом служив у Французькому іноземнному легіоні.
У 1920 році повернувся до Армії УНР, приділений до штабу 6-ї Січової стрілецької дивізії.
Брав участь у Другому зимовому поході. Загинув у бою з котовцями під селом Малі Міньки 17 листопада 1921 року.

## Вшанування пам'яті
- Його ім'я вибите серед інших на Меморіалі пам'яті Героїв Базару.